# 棒球服
棒球服是棒球員及教練穿著的制式運動服。大多數的棒球服都會在衣上附上號碼及穿著者的姓名，通常是印在背後，以作辨認不同的球員。棒球帽、衫、褲、鞋、襪、和手套都是棒球服的一部份。大部份的棒球服都有不同的顏色及標誌去標明自己隊伍，也能去辨別兩隊球員和球證。職業棒球及某些業餘棒球的棒球服常加上贊助廠商或品牌的商標，以達到廣告宣傳效果。大多數職業球隊會向球迷販售棒球服，以增加收入並能凝聚球迷向心力。
棒球服的第一次出現是在1849年的美國紐約Knickerbockers棒球俱樂部。現今，球員的棒球服以及衍生的棒球產品為美國職棒大聯盟帶來不少的收益。

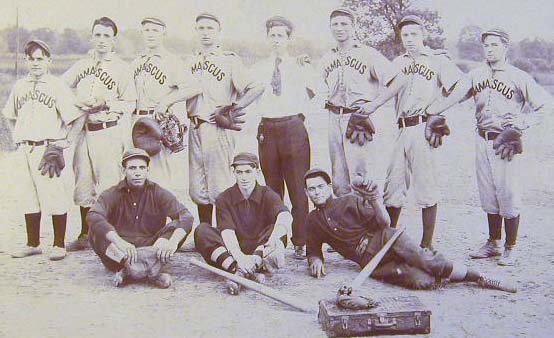
十九世紀的棒球服

## 歷史

### 早期發展

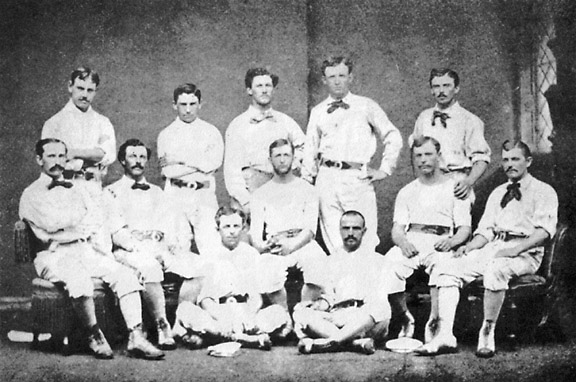
1874年奧克蘭運動家隊與他們當時的棒球制服

1849年4月4號，紐約Knickerbockers棒球俱樂部成為最早擁有棒球服的球隊。當時的棒球服是藍色毛織的褲子，配上白色的法蘭絨上衣和草帽。 因此，球隊穿著制服的風氣也迅速擴張出去，而所有的美國職業棒球大聯盟球隊在1900年以前都有了制服。 1882年以前，大部分的制服都包含及膝長襪，用以辨別兩個隊伍的人馬；同一隊的制服本身也有不同的顏色和花紋，以代表不同的守備位置。  
而在1880年代晚期，國家聯盟的底特律狼獾隊和華盛頓國民隊、以及美國協會的洛杉磯道奇隊則是第一批穿著條紋制服的隊伍。

### 主場與客場棒球服
到了19世紀末期，這些球隊們開始根據主場與客場，穿兩套不同的棒球服。現在一般多在主場的時候穿白色，在客場穿灰、藍、黑等深色球衣。 以洛杉磯道奇隊在1907年開始在客場穿藍色系的球衣開始這項慣例。

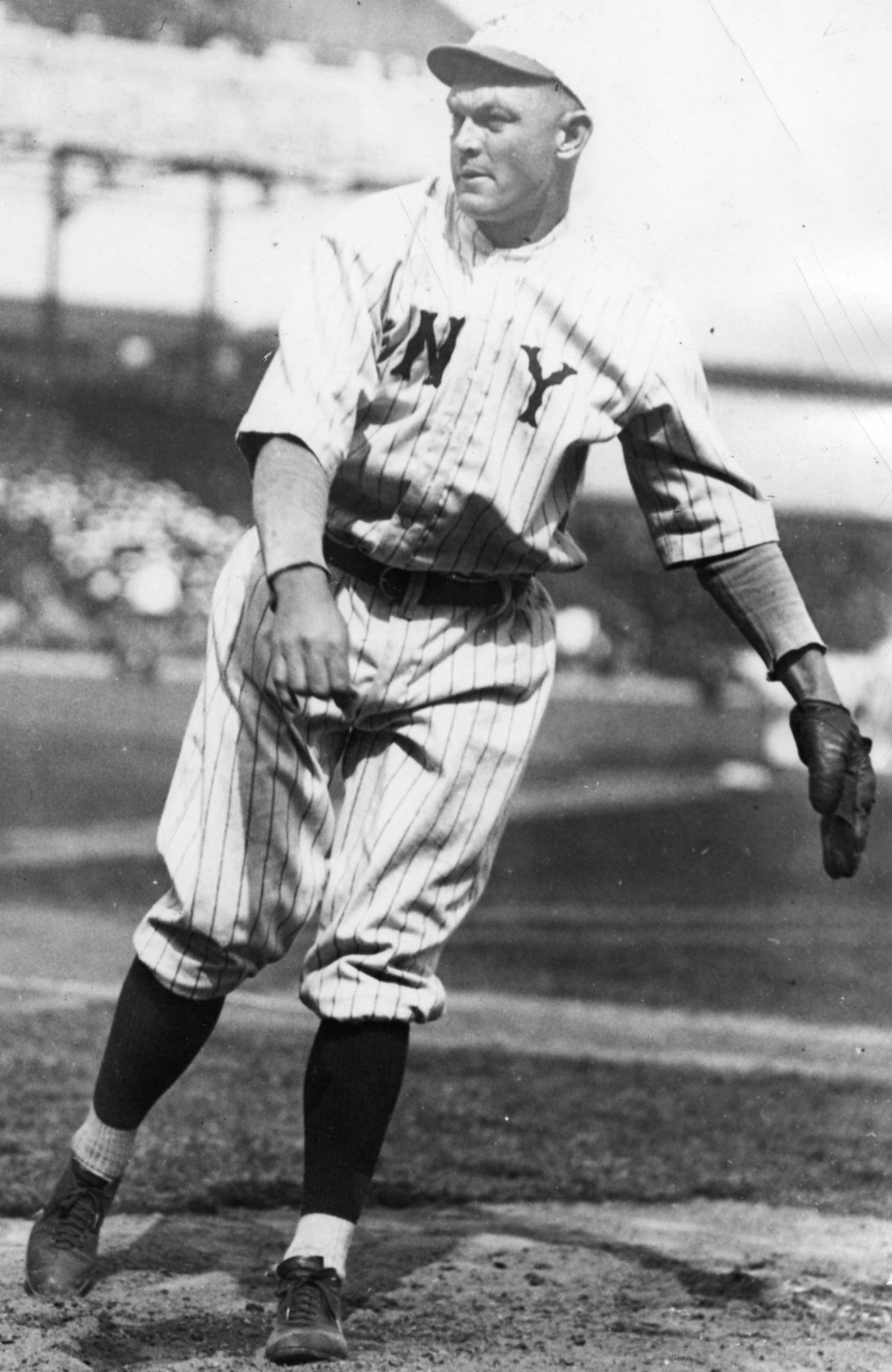
Jeff Tesreau穿著紐約巨人隊的細條紋球衣。c.1912–18

1916年，舊金山巨人的客場球衣使用的粉紅色線條帶來了近似蘇格蘭方格紋的效果，同時期其他的設計有使用深藍色或是黑色調。奧克蘭運動家隊的制服也在1963年，經Charles O. Finley設計後，變成金色和綠色。 1970到1990年間，有些隊伍採用淺藍色作為客場球衣。 1907年，有數支主要球隊開始改穿著在英文被稱做「Pin stripes」的球衣，世早期的條紋球衣轉變為長條紋的款式，在1912年這款球衣樣是開始更為普遍，因為可以讓觀眾更清楚的看見球員。
1889年，布魯克林新郎隊（現在的洛杉磯道奇隊）選用了方格紋的球衣。 緞質制服同時被許多球隊使用，像是布魯克林道奇隊會在晚上穿著，因為緞面織物更有光澤、更容易被看到。紐約洋基隊是最常穿細條紋制服的球隊，有傳言說這些細條紋是為了要讓貝比·魯斯看起來更苗條，但事實上，洋基對早在貝比‧魯斯來效力之前（1920年），就已經採用條紋球衣了。而洋基在主場穿著細條紋球衣也成為了球隊的象徵。
1916年, the 克里夫蘭印地安人隊在主場球衣左邊的袖子上印上球員號瑪，為棒球史上的創舉。(Okkonen, p. 36, p. 120) 1929年，紐約洋基隊和克里夫蘭印地安人隊首次將號碼印在背部。1932年，所有的大聯盟球隊都換成有背號的球衣。 在1952年，布魯克林道奇隊則是第一支在球衣前面也加上號碼的球隊。
在世界上大部分地區，球衣號碼都不會超過兩位數。但是，日本職棒預備隊的球員會有三位數的背號，中華職棒的育成球員及自主培訓球員也通常使用三位數背號。在大聯盟在春訓的時候通常會開始分派背號，預計不會被登錄在常規初賽名單得球員通常都會拿到較大的號碼（50或以上），因此，大部分時候較小的數字被認為是更有名的。（雖然有些有名的老將仍然使用較大的背號，像是以下兩位進入名人堂的球員：唐·德萊斯戴爾在布魯克林道奇和洛杉磯道奇時期都穿53號球衣，卡爾頓·費斯克在芝加哥白襪隊時，背號是72號。